# Via Claudia
La via Claudia è un'antichissima strada romana, precedente, per costruzione, alla via Appia (312 a.C.): ne è riprova il fatto che la Regina Viarum prende il nome dal praenomen del magistrato che ha sovrainteso ai lavori, anziché dal gentilizio, come sarebbe lecito attendersi dalla seconda strada costruita da un Claudio.
Il suo percorso non è ben noto sebbene i primi km siano in comune con la via Flaminia.
Era la strada che permetteva l'accesso agli ex territori etruschi diventati pertinenza della gens Fabia dopo la presa di Veio.
È stata a lungo confusa con un'altra via consolare, la via Clodia, il cui tracciato moderno porta il nome di via Braccianese Claudia.
Altre strade portano lo stesso nome: la via Claudia Augusta, la via Claudia Augusta Altinate e la Via Claudia Nova.
La strada romana rinvenuta da Franco Santi e Cesare Agostini, tra Bologna e Firenze passando per il passo della Futa e oggi indicata come via Flaminia militare lungo la via degli Dei, potrebbe corrispondere in realtà alla via di età imperiale detta via Claudia.